# The Class
The Class é uma sitcom norte-americana criada por David Crane e Jeffrey Klarik. O show estreou em 18 de setembro no canal americano CBS e foi exibido no Brasil pelo canal pago Warner Channel. Está sendo exibido a partir do dia 4 de novembro de 2007 pelo SBT.
A sitcom fala sobre um grupo de jovens que eram da mesma classe da 3ª série 20 anos atrás. Um desses personagens decide chamar todos os alunos da classe para a sua festa de noivado. Mas, no final da festa, eles acabam se separando, assim como todos da antiga classe ficam se conhecendo após 20 anos separados.